# Feldhockey-Weltmeisterschaft der Damen 1998
Die Feldhockey-Weltmeisterschaft der Damen 1998 war die 9. Auflage der Feldhockey-Weltmeisterschaft der Damen. Sie fand in Utrecht, Niederlande, statt. Die Australierinnen verteidigten ihre Goldmedaille durch ein 3:2 im Finale gegen Rekordweltmeister Niederlande.

## Vorrunde

### Gruppe A
| Rang | Land        | Spiele | S | U | N | Tore  | Punkte |
| ---- | ----------- | ------ | - | - | - | ----- | ------ |
| 1    | Australien  | 5      | 5 | 0 | 0 | 26:4  | 15     |
| 2    | Deutschland | 5      | 4 | 0 | 1 | 13:8  | 12     |
| 3    | Südafrika   | 5      | 2 | 0 | 3 | 11:14 | 6      |
| 4    | USA         | 5      | 2 | 0 | 3 | 9:14  | 6      |
| 5    | Schottland  | 5      | 2 | 0 | 3 | 6:11  | 6      |
| 6    | China       | 5      | 0 | 0 | 5 | 4:18  | 0      |

| Datum – Uhrzeit | Mannschaft 1 | Mannschaft 2 | Ergebnis |
| --------------- | ------------ | ------------ | -------- |
| 20. Mai 1994    | Deutschland  | USA          | 5:1      |
| 20. Mai 1994    | Schottland   | Australien   | 0:5      |
| 20. Mai 1994    | Südafrika    | China        | 2:1      |
| 22. Mai 1994    | Australien   | China        | 7:1      |
| 22. Mai 1994    | Deutschland  | Südafrika    | 4:3      |
| 22. Mai 1994    | USA          | Schottland   | 2:1      |
| 24. Mai 1994    | Südafrika    | Schottland   | 2:3      |
| 24. Mai 1994    | Australien   | USA          | 6:1      |
| 24. Mai 1994    | China        | Deutschland  | 1:3      |
| 26. Mai 1994    | Deutschland  | Australien   | 0:3      |
| 26. Mai 1994    | Schottland   | China        | 2:1      |
| 26. Mai 1983    | USA          | Südafrika    | 1:2      |
| 27. Mai 1994    | Schottland   | Deutschland  | 0:1      |
| 27. Mai 1983    | Australien   | Südafrika    | 5:2      |
| 27. Mai 1994    | China        | USA          | 0:4      |

### Gruppe B
| Rang | Land        | Spiele | S | U | N | Tore  | Punkte |
| ---- | ----------- | ------ | - | - | - | ----- | ------ |
| 1    | Niederlande | 5      | 4 | 1 | 0 | 13:5  | 13     |
| 2    | Argentinien | 5      | 4 | 1 | 0 | 12:7  | 13     |
| 3    | Südkorea    | 5      | 3 | 0 | 2 | 13:11 | 9      |
| 4    | Neuseeland  | 5      | 2 | 0 | 3 | 10:11 | 6      |
| 5    | England     | 5      | 1 | 0 | 4 | 8:12  | 3      |
| 6    | Indien      | 5      | 0 | 0 | 5 | 4:14  | 0      |

| Datum – Uhrzeit | Mannschaft 1 | Mannschaft 2 | Ergebnis |
| --------------- | ------------ | ------------ | -------- |
| 20. Mai 1994    | Niederlande  | Neuseeland   | 2:1      |
| 20. Mai 1994    | Indien       | England      | 0:1      |
| 20. Mai 1994    | Südkorea     | Argentinien  | 1:2      |
| 21. Mai 1994    | Südkorea     | Neuseeland   | 5:4      |
| 21. Mai 1994    | England      | Niederlande  | 2:3      |
| 21. Mai 1994    | Argentinien  | Indien       | 2:1      |
| 23. Mai 1994    | Niederlande  | Südkorea     | 1:0      |
| 23. Mai 1994    | Neuseeland   | Indien       | 2:1      |
| 23. Mai 1994    | England      | Argentinien  | 2:4      |
| 25. Mai 1994    | England      | Südkorea     | 2:3      |
| 25. Mai 1994    | Argentinien  | Neuseeland   | 2:1      |
| 25. Mai 1983    | Niederlande  | Indien       | 5:0      |
| 27. Mai 1994    | Neuseeland   | England      | 2:1      |
| 27. Mai 1983    | Indien       | Südkorea     | 2:4      |
| 27. Mai 1994    | Argentinien  | Niederlande  | 2:2      |

## Platzierungsspiele
Spiele um Platz 9–12
| Schottland                                                              | 5:3 | Indien                              |                                                                    |
| Gilmour (20.) Robertson (24.) MacDonald (39.) Grant (54.) Simpson (63.) |     | Bala (10.) Tirkley (46.) Kaur (66.) | 29. Mai, 13:35 Uhr (MESZ) Schiedsrichter: Naomi Kato Jean Buchanan |

| China | 0:3 | England                                    |                                                                    |
|       |     | Sixsmith (14.) Miller (30.) Sixsmith (57.) | 29. Mai, 16:05 Uhr (MESZ) Schiedsrichter: Renée Chatas Lynn Farell |

Spiel um Platz 11
| China                                                             | 4:2 | Indien                |                                                                 |
| Huang Jungxia (17.) Li Juan (19.) Li Lije (26.) Wang Jiuyan (32.) |     | Kullu (9.) Devi (59.) | 30. Mai, 15:05 Uhr (MESZ) Schiedsrichter: Lynn Farell Ute Conen |

Spiel um Platz 9
| Schottland | 0:2 | England                    |                                                                  |
|            |     | Sixsmith (15.) Smith (29.) | 30. Mai, 17:35 Uhr (MESZ) Schiedsrichter: Peri Buckley Lee Mi-ok |

Spiele um Platz 5–8
| Südafrika | 1:3 | Neuseeland                                  |                                                                 |
| Bee (61.) |     | Pearce (11.) Bell-Kake (49.) Lawrence (59.) | 29. Mai, 12:35 Uhr (MESZ) Schiedsrichter: Renee Cohen Ute Conen |

| USA | 0:2 | Südkorea                                |                                                                      |
|     |     | Choi Mi-Soon (4.) Park Seung-Shin (33.) | 29. Mai, 15:05 Uhr (MESZ) Schiedsrichter: Jane Nockolds Peri Buckley |

Spiel um Platz 7
| Südafrika                          | 4:2 | USA         | nach Siebenmetern (0:0 n. V.)                                         |
| Coetzee MacNaughton Wessels Dobson |     | Fuchs Lucas | 30. Mai, 12:35 Uhr (MESZ) Schiedsrichter: Gina Spitaleri Renée Chatas |

Spiel um Platz 5
| Korea                                                                             | 4:3 | Neuseeland                          |                                                                       |
| Woo Hyu-Jung (15.) Seung Shin-Oh (30.) Lee Eun-Young (35.) Choi Mi-Soon (59., 7M) |     | Smith (4.) Foy (13.) Matthews (55.) | 30. Mai, 12:35 Uhr (MESZ) Schiedsrichter: Gina Spitaleri Renée Chatas |

## Halbfinale
| Australien                                       | 4:2 | Argentinien                   |                                                                               |
| Annan (4.) Langham (9.) Annan (51.) Powell (56.) |     | Masotta (37.) MacKenzie (65.) | 29. Mai, 17:35 Uhr (MESZ) Schiedsrichter: Miriam van Gemert Angela Ruiz Lario |

| Niederlande                                      | 6:1 | Deutschland |                                                                      |
| Thate Van den Boogaard (2) Thate Donners Teeuwen |     | Lätzsch     | 29. Mai, 20:05 Uhr (MESZ) Schiedsrichter: Kazuko Yasueda Gill Clarke |

## Spiel um Platz 3
| Argentinien      | 2:3 | Deutschland                                    |                                                                         |
| Oneto (34., 55.) |     | Kauschke (39.) Dickenscheid (51.) Möller (62.) | 31. Mai, 13:35 Uhr (MESZ) Schiedsrichter: Renée Cohen Angela Lario Ruiz |

## Finale
| Niederlande                | 2:3 | Australien                             |                                                                      |
| Kuipers (1.) Deiters (62.) |     | Annan (22.) Towers (24.) Langham (56.) | 31. Mai, 16:05 Uhr (MESZ) Schiedsrichter: Kazuko Yasueda Gill Clarke |

## Medaillengewinnerinnen
| Platz | Land        | Sportlerinnen |
| ----- | ----------- | --- |
| 1     | Australien  | Kate Starre, Julie Towers, Katrina Powell, Nicole Mott, Claire Mitchell-Taverner, Alison Peek, Karen Smith, Katie Allen, Lisa Powell, Juliet Haslam, Bianca Langham, Alyson Annan, Renita Garard, Rechelle Hawkes, Clover Maitland, Justine Sowry                                                         |
| 2     | Niederlande | Dillianne van den Boogaard, Ageeth Boomgaardt, Inge van de Broek, Julie Deiters, Mijntje Donners, Ellen Dubbeldam-Kuipers, Fleur van de Kieft, Jeannette Lewin, Clarinda Sinnige, Hanneke Smabers, Minke Smabers, Margje Teeuwen, Daphne Touw, Carole Thate, Suzan van der Wielen, Fatima Moreira de Melo |
| 3     | Deutschland | Julia Zwehl, Birgit Beyer, Denise Klecker, Tanja Dickenscheid, Nadine Ernsting-Krienke, Inga Möller, Natascha Keller, Melanie Cremer, Friederike Barth, Wibcke Weisel, Cornelia Reiter, Britta Becker, Marion Rodewald, Philippa Suxdorf, Heike Lätzsch, Katrin Kauschke                                  |

## Weblink
- WM 1998 auf FIH.ch